# Pallacanestro Varese 2020-2021
Questa voce raccoglie le informazioni riguardanti la Pallacanestro Varese nelle competizioni ufficiali della stagione 2020-2021.

## Stagione
La stagione 2020-2021 della Pallacanestro Varese sponsorizzata Openjobmetis, è la 72ª nel massimo campionato italiano di pallacanestro, la Serie A.
Per la composizione del roster si decise di cambiare la scelta della formula, passando a quella con 5 giocatori stranieri senza vincoli.

## Roster
Aggiornato al 20 luglio 2019.
| Openjobmetis Varese 2020-21 | Openjobmetis Varese 2020-21 |
| Giocatori                   | Staff tecnico               |
| --------------------------- | --------------------------- |

| N. | Naz.                                     | Ruolo | Nome                  | Anno | Alt.   | Peso   |  |
| -- | ---------------------------------------- | ----- | --------------------- | ---- | ------ | ------ |  |
| 2  | Stati Uniti (bandiera)                   | G     | Anthony Beane         | 1994 | 188 cm | 86 kg  |  |
| 3  | Stati Uniti (bandiera)                   | C     | Anthony Morse         | 1994 | 203 cm | 103 kg |  |
| 4  | Argentina (bandiera) · Spagna (bandiera) | AC    | Luis Scola            | 1980 | 206 cm | 109 kg |  |
| 5  | Italia (bandiera)                        | P     | Giovanni De Nicolao   | 1996 | 191 cm | 79 kg  |  |
| 7  | Lettonia (bandiera)                      | G     | Ingus Jakovičs        | 1993 | 185 cm | 82 kg  |  |
| 10 | Italia (bandiera)                        | P     | Michele Ruzzier       | 1993 | 183 cm | 80 kg  |  |
| 11 | Svezia (bandiera)                        | AG    | Denzel Andersson      | 1996 | 203 cm | 95 kg  |  |
| 12 | Lettonia (bandiera) · Italia (bandiera)  | AP    | Artūrs Strautiņš      | 1998 | 198 cm | 100 kg |  |
| 15 | Nigeria (bandiera)                       | C     | John Egbunu           | 1994 | 208 cm | 111 kg |  |
| 19 | Italia (bandiera)                        | A     | Niccolò De Vico       | 1994 | 200 cm | 93 kg  |  |
| 21 | Italia (bandiera)                        | A     | Giancarlo Ferrero (C) | 1988 | 198 cm | 97 kg  |  |
| 22 | Stati Uniti (bandiera)                   | A     | Jalen Jones           | 1993 | 201 cm | 103 kg |  |
| 23 | Stati Uniti (bandiera)                   | PG    | Toney Douglas         | 1986 | 188 cm | 86 kg  |  |
| 30 | Italia (bandiera)                        | P     | Matteo Librizzi       | 2002 | 180 cm | 70 kg  |  |
| 31 | Italia (bandiera)                        | A     | Nicolò Virginio       | 2003 | 205 cm | 92 kg  |  |
| 32 | Italia (bandiera)                        | G     | Alessandro Van Velsen | 2001 | 191 cm |        |  |

| Allenatore |
| - Attilio Caja (fino al 5 settembre) - Vincenzo Cavazzana (dal 5 settembre fino all’8 settembre) - Massimo Bulleri (dall’8 settembre) |
| Assistente/i |
| - Vincenzo Cavazzana - Alberto Seravalli Legenda - (C) Capitano - (IN) Inattivo - Infortunato Roster                                  |

## Mercato

### Sessione estiva
| Acquisti | Acquisti            | Acquisti            | Acquisti   | Acquisti |
| R.a      | Nome                | da                  | Modalità   |          |
| -------- | ------------------- | ------------------- | ---------- | -------- |
| P        | Giovanni De Nicolao | Fortitudo Agrigento | svincolato |          |
| AP       | Artūrs Strautiņš    | Amici Pall. Udinese | svincolato |          |
| GA       | Niccolò De Vico     | Vanoli Cremona      | svincolato |          |
| P        | Michele Ruzzier     | Vanoli Cremona      | svincolato |          |
| AG       | Denzel Andersson    | Luleå               | svincolato |          |
| AC       | Luis Scola          | Olimpia Milano      | svincolato |          |
| C        | Anthony Morse       | A. Costa Imola      | svincolato |          |
| G        | Jason Rich          | Gaziantep BŞB       | svincolato |          |
| ALL      | Massimo Bulleri     | Basket Ravenna      | definitivo |          |

| Cessioni | Cessioni          | Cessioni          | Cessioni       | Cessioni |
| R.       | Nome              | a                 | Modalità       |          |
| -------- | ----------------- | ----------------- | -------------- | -------- |
| A        | Siim-Sander Vene  | Fuenlabrada       | fine contratto |          |
| AG       | Nicola Natali     | Pall. Forlì 2.015 | fine contratto |          |
| P        | Josh Mayo         | Napoli Basket     | rescissione    |          |
| C        | Jeremy Simmons    | Tofaş Bursa       | fine contratto |          |
| C        | Luca Gandini      | Dinamo Sassari    | fine contratto |          |
| G        | Jason Rich        |                   | ritirato       |          |
| P        | Matteo Tambone    | V.L. Pesaro       | rescissione    |          |
| P        | Omar Seck         | Oleggio Basket    | prestito       |          |
| GA       | Gianmarco De Vita | Free agent        | fine contratto |          |
| GA       | Justin Carter     | Zara              | fine contratto |          |

### Dopo l'inizio della stagione
| Acquisti | Acquisti      | Acquisti         | Acquisti         | Acquisti   |
| R.       | Nome          | da               | Data             | Modalità   |
| -------- | ------------- | ---------------- | ---------------- | ---------- |
| AP       | Jalen Jones   | Capital C. Go-Go | 9 novembre 2020  | svincolato |
| G        | Anthony Beane | Virtus Roma      | 15 dicembre 2020 | svincolato |
| C        | John Egbunu   | Free agent       | 28 gennaio 2021  | svincolato |

| Cessioni | Cessioni         | Cessioni        | Cessioni         | Cessioni    |
| R.       | Nome             | a               | Data             | Modalità    |
| -------- | ---------------- | --------------- | ---------------- | ----------- |
| A        | Jalen Jones      | Free agent      | 9 gennaio 2021   | rescissione |
| AG       | Denzel Andersson | Luleå           | 22 gennaio 2021  | rescissione |
| G        | Ingus Jakovičs   | Budivelnyk Kiev | 24 febbraio 2021 | rescissione |
| ALL      | Attilio Caja     | Pall. Reggiana  | 16 marzo 2021    | rescissione |